# Эльзингер, Хильда
Хильда Эльзингер (нем. Hilde Ölsinger; 30 декабря 1898, Вена — 3 июня 1981, там же) — австрийская христианка, полицейская, получившая звание «Праведник народов мира» за помощь еврейской женщине Корнелии Шторфер и её мужу в годы Холокоста. Одна из 115 праведников мира в Австрии.

## Биография
Хильда Эльзингер родилась 30 декабря 1898 года в Вене.
Во время Второй мировой войны она работала машинисткой в венской полиции. С Аншлюсом Австрии Хильда Эльзингер была освобождена от службы, и к концу войны ей пришлось работать на почте. Она была верной католичкой, её муж Франц (1900—1973) служил в вермахте во время Второй мировой войны. В сентябре 1943 года она приютила Корнелию Шторфер с мужем в своей квартире, не взяв ничего взамен. Она спрятала еврейскую пару и обязала детей ничего не рассказывать об их пребывании в её доме. Её муж тоже знал, что она приютила у себя в квартире еврейскую пару, но не стал её останавливать.
Хильда Эльзингер делилась продовольственными карточками с еврейской парой, которую она приютила. Её обязали работать, но в выходные дни она воздерживалась от спуска в бомбоубежище во время воздушных налетов, чтобы оставаться в квартире с семьей Шторфер. Когда Шторферу стало плохо и ему был нужен свежий воздух, Хильда по несколько раз каждую неделю выводила его на улицу, несмотря на то, что это очень сильно повышало риск обнаружения. Однажды к ним домой пришли гестаповцы, в то время когда семья Шторферов была в ванной комнате Хильда креативно представила Шторферов пришедшими гостями, которых было бы невежливо беспокоить. Во время воздушных налетов она успокаивала Корнелию и её мужа: «Бог послал вас к нам, чтобы мы могли вам помочь. Он не допустит, чтобы в наш дом попала бомба».

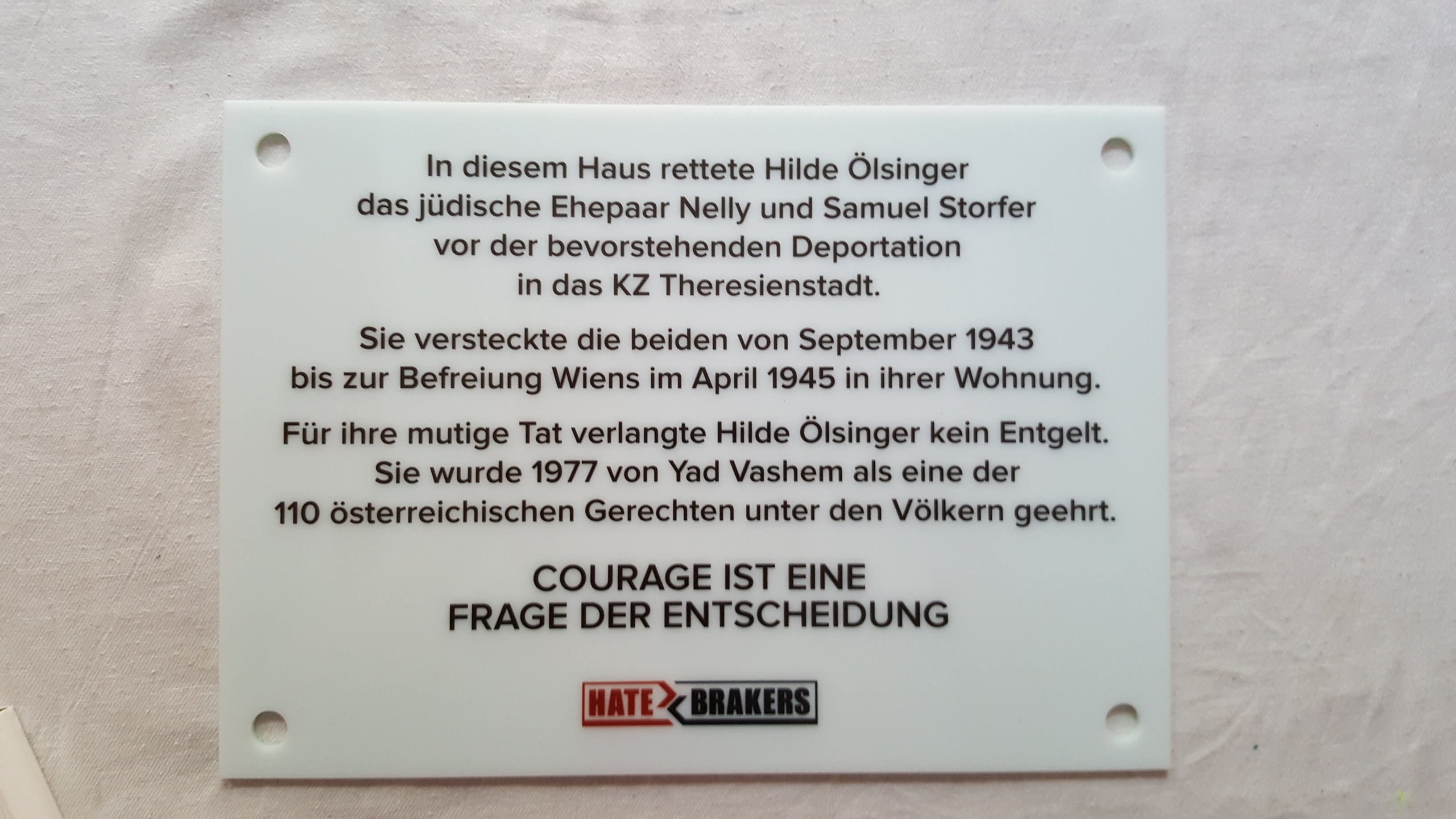
Мемориальная доска Хильде Эльзингер

Хильда Эльзингер держала семью Шторфер в своей квартире даже после того, как стало известно о том, что гестапо искало спрятавшихся евреев в этом районе. Она продолжала их скрывать до самого конца войны, тем самым спасая их от депортации в концлагерь Терезиенштадт и, соответственно, от верной гибели.
22 декабря 1977 года израильский Институт Катастрофы и героизма «Яд ва-Шем» присвоил Хильде Эльзингер почётное звание «Праведник народов мира».
3 июня 1981 года Хильда Эльзингер скончалась, и была похоронена на Дёблингском кладбище (участок 32, ряд 7, номер 22).
25 сентября 2016 года на доме по адресу Лейзерштрассе, 5 (нем. Leyserstraße) в Вене была установлена мемориальная доска в её память.